# Floribella (telenovela brasileña)
Floribella es una telenovela infantil y juvenil brasileña, adaptación de la telenovela argentina Floricienta (2004-2005), creada y producida por Cris Morena. Producida por Cris Morena Group y RGB Entertainment, la telenovela se transmitió por Rede Bandeirantes y Disney Channel. También fue transmitida en los Estados Unidos por Band Internacional.
Ambientada en Río de Janeiro, combina elementos románticos, cómicos, humorísticos, dramáticos, musicales hasta elementos fantásticos. Está basada en la historia de Cenicienta pero a su vez tiene un gran paralelismo con la famosa película de Robert Wise, The Sound of Music, (titulada Sonrisas y lágrimas o La novicia rebelde en los países hispanos). Dado su éxito en su país, Floribella ha sido llevada en forma de musical a diversos teatros de diferentes puntos de Brasil.
Esta telenovela tiene la característica esencial de todas ellas: ser casi eterna porque cuando parece que todo se va a solucionar y tener un final feliz, surgen nuevos problemas, porque los buenos son muy ingenuos y los malos extremadamente perversos.

## Historia

### Primera temporada
Maria Flor es una chica huérfana que trata de subsistir en una verdulería y dedicando el tiempo libre a sus amigos de la banda de música. Al irse la cantante, Flor ocupa su lugar en el grupo y consiguen una actuación en la fiesta que organizan los hermanos Betinho y Bruna Fritzenwalden en su mansión. Es allí donde su destino se unirá para siempre al de esta familia. 
Por su parte, Frederico es el hermano mayor de la familia que tiene que volver de Alemania, donde trabaja, para hacerse cargo, además de la empresa familiar, de sus cinco hermanos que han quedado huérfanos de padre y madre. Su llegada coincide con la fiesta que han organizado sus hermanos sin su consentimiento y es allí donde se encuentra con Flor. 
Pronto comenzarán los choques entre Frederico, de educación estricta alemana, serio y responsable, con sus hermanos pequeños. Y tras la fuga del menor, Joca, quien se refugia en casa de Flor, habrá una serie de malentendidos que acabarán llevando a Flor a la mansión para trabajar como niñera. Allí es donde se ganará el cariño de todos: Niños, jóvenes, personal de servicio, amigos de la familia y el amor de Frederico, pero también tendrá en contra a Malva y a su hija Delfina, madrina y novia respectivamente de Frederico, que se instalarán en la casa y le harán la vida imposible a Flor, ocultándole un importante secreto. 
Flor se enamora perdidamente de Frederico. Al ser correspondida por él empiezan un amor muy hermoso y secreto, el cual se vuelve imposible cuando la malvada hermanastra Delfina hace creer a Frederico que está embarazada y moribunda a causa de una gravísima enfermedad, bajo una mentira avalada por el marido de Delfina, Luciano.
Ellos superan todos los obstáculos pero al final su amor tiene un giro trágico cuando Frederico parte a Alemania para acabar su casamiento con Delfina pero Frederico nunca llega a Alemania.

### Segunda temporada
Delfina oculta de todos la muerte de Frederico, pero las haditas de Flor hacen que el Conde sea el tutor de los Fritzenwalden. Cuando Flor intenta rescatar a los niños del reformatorio, descubre que Frederico murió y se queda muy triste, pero Frederico viene del mundo de las hadas y dice a Flor que ella quedará bien, que ayude al Conde a ser una buena persona y que el amor entre ellos existirá por siempre. 
Flor y Max enfrentan una serie de situaciones divertidas en las cuales tendrán que luchar para tener la guardia y custodia de los Fritzenwalden, puesto que Delfina quiere conquistar a Máximo para quedarse con su fortuna y tener todos los antojos que quiera al ser la Reina de Krikoragán. Pero Máximo se enamora totalmente de Flor y Delfina les pondrá una serie de obstáculos para impedir su felicidad y que Flor cobre la herencia de los Bittencout, pero no lo logrará. También confundirá con estos obstáculos a Flor, haciéndola sentirse culpable de su relación con Máximo. Pero la fuerza del destino, las hadas y la magia de Flor están junto a ellos.
Al final ella reclama la herencia de los Bittencout y tanto Malva como su marido, Pacheco terminan pobres. Delfina termina presa por estar casada dos veces y ser bígama. Máximo y Flor se casan y viven felices por siempre, convirtiéndose así en los padres adoptivos de los Fritzenwalden y Reyes de Krikoragán.

## Elenco principal
- Juliana Silveira - Maria Flor Miranda Bettencourt
- Maria Carolina Ribeiro - Delfina Torres Bettencourt
- Suzy Rêgo - Malva Torres Bettencourt
- Vic Amor Militello - Helga Beethoven
- Gustavo Leão - Guto (Augusto/Augustus Fritzenwalden)
- Gabriel Lasmar - Betinho (Alberto/Albert Fritzenwalden)
- André Luiz Miranda - Batuca (Daniel Ramos García)
- Bruno Miguel - DiCaprio (Leonardo)
- Isabella Cunha - Renatinha (Renata Belarmino)
- Bruno Padilha - Luciano
- João Vítor - Joca (Joaquim/Jocken Fritzenwalden)
- Johnny Massaro - JP (João Pedro/Johann Peter Fritzenwalden)
- Letícia Colin - Marta
- Yana Sardenberg - Moniquinha
- Roger Gobeth - Frederico Fritzenwalden (Seu Frizzer) (Friedereich Fritzenwalden)
- Mariah Rocha - Bruna Fritzenwalden (Brune Fritzenwalden)
- Igor Cotrim - Matheus Lopes
- Suzana Abranches - Amélia
- Zezé Motta - Titina (Cristina Ramos)
- Norma Blum - Corina Bettencourt
- Daniel Ávila - Adriano (Seu Forno)
- Drica Rabello - Sofia Torres Bettencourt
- Natasha Haydt - Lilica
- Pedro Jones - Vassili
- Leonardo Branchi - Ramiro
- Jorge Medina - Robson Pereira
- Úrsula Corona -Tati
- Eline Porto - Juju (Julia)
- Gustavo Ottoni - Gerard
- Tatiana Muniz - Paloma
- Ana Ferraz - Rosa Madalena
- Paulo Reis - Raul García

- Mário Frias - Máximo Augusto Calderão de Alicante
- Leonardo Cortez - Evaristo
- Julianne Trevisol - Olívia Fritzenwalden
- Gilberto Hernández - Ricardo Pacheco
- Débora Olivieri - Ana de Alicante
- Cassia Linhares - Kriseida
- Fábio Azevedo - Jean
- Julie - Agatha

## Productos y espectáculos
Tras el éxito de la novela y de la banda sonora, lanzaron 3 discos y 3 DVD entre otros productos.

### Discos

#### Floribella
- "Floribella" (Floricienta) - Juliana Silveira
- "Por que" (Por qué) - Juliana Silveira
- "Tic-Tac" (Tic tac) - Juliana Silveira
- "Pobre dos ricos" (Pobre los ricos) - Juliana Silveira
- "E assim será" (Y así será) - Juliana Silveira y Bruno Miguel
- "Primeiro encontro" - Juliana Silveira y Bruno Miguel
- "Miau, Miau" (Kikiriki) - Juliana Silveira
- "Meu vestido azul" (Mi vestido azul) - Juliana Silveira
- "Você vai me querer" - Maria Carolina Ribeiro
- "Vem pra mim" (Ven a mí) - Juliana Silveira y Gustavo Leão
- "Crianças não morrem" (Los niños no mueren) - Juliana Silveira
- "Garoto lindo" (Chaval Chulito) - Juliana Silveira

#### Floribella 2 - É pra você meu coração
- "É pra você meu coração" (Corazones al viento) - Juliana Silveira
- "Coisas que odeio em você" (Cosas que odio de vos) - Juliana Silveira e Mário Frias
- "Te sinto" (Te siento) - Juliana Silveira
- "O que esconde o conde" (Qué esconde el Conde) - Juliana Silveira
- "Ding-Dong" (Ding dong) - Juliana Silveira
- "Desde que te vi" (Desde que te vi) - Letícia Colin
- "Eu posso, você também" (Vos podes) - Juliana Silveira
- "Caprichos" (Caprichos) - Maria Carolina Ribeiro
- "Flores amarelas" (Flores amarillas) - Juliana Silveira
- "Você vai voltar" (Un enorme dragón) - Juliana Silveira
- "Há uma lenda" (Hay un cuento) - Juliana Silveira
- "Vem dançar" (A bailar) - Juliana Silveira y Bruno Miguel
- "País das águas" - Juliana Silveira

#### Disco Doble Floribella - Remix + Karaokes
Disco Remix
- "É pra você meu coração" (Corazones al viento) - Juliana Silveira
- "Coisas que odeio em você" (Cosas que odio de vos) - Juliana Silveira e Mário Frias
- "Te sinto" (Te siento) - Juliana Silveira
- "O que esconde o conde" (Qué esconde el Conde) - Juliana Silveira
- "Ding-Dong" (Ding dong) - Juliana Silveira
- "Desde que te vi" (Desde que te vi) - Letícia Colin
- "Eu posso, você também" (Vos podes) - Juliana Silveira
- "Caprichos" (Caprichos) - Maria Carolina Ribeiro
- "Flores amarelas" (Flores amarillas) - Juliana Silveira
- "Você vai voltar" (Un enorme dragón) - Juliana Silveira
- "Há uma lenda" (Hay un cuento) - Juliana Silveira
- "Vem dançar" (A bailar) - Juliana Silveira y Bruno Miguel
- "País das águas Hip-Hop remix" - Juliana Silveira
- "País das águas Reggae remix" - Juliana Silveira

Disco Karaoke
- "É pra você meu coração" (Corazones al viento)
- "Coisas que odeio em você" (Cosas que odio de vos)
- "Te sinto" (Te siento)
- "O que esconde o conde" (Qué esconde el Conde)
- "Ding-Dong" (Ding dong)
- "Desde que te vi" (Desde que te vi)
- "Eu posso, você também" (Vos podes)
- "Caprichos" (Caprichos)
- "Flores amarelas" (Flores amarillas)
- "Você vai voltar" (Un enorme dragón)
- "Há uma lenda" (Hay un cuento)
- "Vem dançar" (A bailar)
- "País das águas"

### DVD
- Floribella - Ao Vivo (2005)
- Floribella - O Musical (2006)
- Floribella Temporada 1: 4 packs de DVD (2006)

### Vídeos musicales
- Porque
- Meu Vestido Azul
- Você vai me querer
- E assim será
- Eu Posso, Você Tambem
- Vem Dançar
- Desde que te vi
- Te Sinto
- Caprichos
- Você vai Voltar
- Apertura de la primera temporada - Tema: Floribella
- Apertura de la segunda temporada - Tema: É pra você meu coração

## Ficha técnica
- Capítulos: 170 (1), 174 (2)
- Idea original: Cris Morena
- Roteiro original: Gabriela Fiore y Solange Keoleyán
- Aduiaptación: Jaqueline Vargas y Patrícia Moretzsohn
- Guion : Patrícia Moretzsohn
- Dirección: Sacha e Ricardo F. Ferreira
- Productor ejecutivo: Guillermo Fendino
- Dirección general: Elisabetta Zenatti
- Coreógrafo: Roberta Cid
- Música original: Cristina de Giacomi y Rick Bonadio